# Херкулес (фудбалер, 1912)
Херкулес де Миранда, познатији само као Херкулес (Гуашупе, 2. јун 1912  – Рио де Жанеиро, 3. септембар 1982), био је фудбалер који је играо као нападач на Светском првенству у фудбалу 1938. године за Бразил.

## Каријера
Херкулес је рођен у Гуашупеу, држава Минас Жераис. Каријеру је започео 1930. године, играјући за Јувентус, а клуб је напустио 1933. године и придружио се Сао Паулу. Прешао је у Флуминенсе 1935. године, а напустио је клуб 1941. године, након што је освојио Кампеонато Кариока 1936, 1937, 1938, 1940. и 1941. године,  и постигао 164 гола у 176 утакмица. Херкулес де Миранда се придружио Коринтијансу 1942. године, играјући 73 утакмице и постигавши 53 гола за клуб до пензионисања 1948. године.

## Репрезентација
Одиграо је шест утакмица за Бразил, постигавши три гола. Херкулесов деби у националном тиму био је на утакмици на Светском првенству у фудбалу 1938. године, одиграној 5. јуна 1938. године против Пољске. Херкулес де Миранда је постигао своја прва два гола за бразилску репрезентацију 10. марта 1940. године против Аргентине. Његова последња утакмица у којој је играо за Бразил одиграна је 31. марта 1940. године, када су његова земља и Уругвај ремизирали 1 : 1.